# NGC 7479
NGC 7479 is een balkspiraalstelsel in het sterrenbeeld Pegasus. Het ligt ongeveer 105 miljoen lichtjaar van de Aarde verwijderd en werd op 19 oktober 1784 ontdekt door de Duits-Britse astronoom William Herschel.

## Synoniemen
- UGC 12343
- IRAS 23024+1203
- MCG 2-58-60
- KARA 1004
- ZWG 430.58
- KUG 2302+120
- PGC 70419